# Дрежнице
Дрежнице је насељено место у Босни и Херцеговини у општини Крешево. Административно припада Федерацији Босне и Херцеговине, односно њеном Средњобосанском кантону. Према попису становништва из 2013. у насељу је било 75 становника, а већинску популацију чинили су Хрвати.

## Становништво
По последњем службеном попису становништва из 2013. године у овом насељу живело је 75 становника, а село је било етнички хомогено са већинском хрватском популацијом.
| Националност | 2013. | 1991.       | 1981.       | 1971.       |
| Бошњаци      | —     | 0           | 0           | 1 (1,03%)   |
| Хрвати       | —     | 83 (95,40%) | 96 (98,97%) | 96 (98,97%) |
| Југословени  | —     | 4 (4,59%)   | 0           | 0           |
| остали       | —     | 0           | 1 (1,03%)   | 0           |
| Укупно       | 75    | 87          | 97          | 97          |